# Anita Howard
Anita Ann Howard Prather (* 22. März 1969 als Anita Ann Howard) ist eine ehemalige US-amerikanische Leichtathletin, die sich auf den Sprint spezialisiert hat. Ihre größten Erfolg feierte sie mit dem Gewinn der Silbermedaille in der 4-mal-400-Meter-Staffel bei den Hallenweltmeisterschaften 1997 in Paris.

## Sportliche Laufbahn
Anita Howard studierte von 1988 bis 1993 an der University of Florida und 1989, sammelte sie bei der Sommer-Universiade in Duisburg erste internationale Erfahrungen. Sie gewann dort in 11,47 s die Silbermedaille im 100-Meter-Lauf hinter der Kubanerin Liliana Allen und siegte in 42,40 s in der 4-mal-100-Meter-Staffel. 1991 gewann sie bei der Sommer-Universiade in Sheffield in 11,45 s erneut die Silbermedaille über 100 Meter, diesmal hinter ihrer Landsfrau Chryste Gaines und verteidigte mit der Staffel in 44,45 s den Titel. Anschließend belegte sie bei den Panamerikanischen Spielen in Havanna in 11,70 s den fünften Platz über 100 Meter und gewann mit der Staffel in 44,62 s gemeinsam mit Arnita Myricks, LaMonda Miller und Chryste Gaines die Bronzemedaille hinter den Teams aus Jamaika und Kuba. In den folgenden Jahren spezialisierte sie sich auf die 400-Meter-Distanz und gewann 1997 mit der 4-mal-400-Meter-Staffel in 3:27,66 min gemeinsam mit Shanelle Porter, Natasha Kaiser-Brown und Jearl Miles Clark die Silbermedaille bei den Hallenweltmeisterschaften in Paris hinter dem russischen Team. 2004 bestritt sie ihre letzte Wettkampfsaison und beendete daraufhin ihre aktive sportliche Karriere im Alter von 35 Jahren.

## Persönliche Bestleistungen
- 100 Meter: 11,14 s (+1,6 m/s), 16. Juni 1989 in Houston
  - 60 Meter (Halle): 6,71 s, 14. Januar 1990 in Gainesville
- 200 Meter: 22,85 s (+1,1 m/s), 22. Juli 1989 in New York City
  - 200 Meter (Halle): 23,44 s, 11. März 1989 in Indianapolis
- 400 Meter: 52,30 s, 11. Mai 1996 in Port-of-Spain
  - 400 Meter (Halle): 53,59 s, 27. Februar 1998 in Atlanta